# خط ۶ متروی تهران
| شرح |  |  |  |  |                             |                     |
| \| \| \| \| \| \| \| \| \| \| \| \| \| \| شهید آرمان علی‌وردی (کوهسار) \| \| \| \| \| \| \| \| شهدای کن \| \| \| \| \| \| \| \| شهران \| \| \| \| \| \| \| \| شهر زیبا \| \| \| \| \| \| \| \| آیت‌الله کاشانی \| Tehran Metro Line 4 \| \| \| \| \| \| \| شهید ستاری \| \| \| \| \| \| \| \| شهید اشرفی اصفهانی \| \| \| \| \| \| \| \| یادگار امام \| \| \| \| \| \| \| \| مرزداران \| \| \| \| \| \| \| \| شهرک آزمایش \| \| \| \| \| \| \| \| دانشگاه تربیت مدرس \| Tehran Metro Line 7 \| \| \| \| \| \| \| کارگر \| \| \| \| \| \| \| \| بوستان لاله \| \| \| \| \| \| \| \| میدان ولیعصر \| Tehran Metro Line 3 \| \| \| \| \| \| \| شهید نجات‌اللهی \| \| \| \| \| \| \| \| شهدای هفت تیر \| Tehran Metro Line 1 \| \| \| \| \| \| \| بهار شیراز \| \| \| \| \| \| \| \| سرباز \| \| \| \| \| \| \| \| امام حسین (تهران) \| Tehran Metro Line 2 \| \| \| \| \| \| \| میدان شهدا \| Tehran Metro Line 4 \| \| \| \| \| \| \| امیرکبیر (تهران) \| \| \| \| \| \| \| \| شهدای هفده شهریور \| Tehran Metro Line 7 \| \| \| \| \| \| \| میدان خراسان \| \| \| \| \| \| \| \| شهید رضایی \| \| \| \| \| \| \| \| بعثت \| \| \| \| \| \| \| \| کیان شهر \| \| \| \| \| \| \| \| دولت آباد \| \| \| \| \| \| \| \| دپوی دولت آباد \| \| \| \| \| \| \| \| چشمه علی \| \| \| \| \| \| \| \| ابن بابویه \| \| \| \| \| \| \| \| میدان حرم حضرت عبدالعظیم \| \| \| \| \| \| \| \| حرم حضرت عبدالعظیم \| \| \| \| \| \| \| \| شهر ری \| Tehran Metro Line 1 \| \| \| \| \| \| \| \| \| \| \| \| \| \| \| \| \| |  |  |  |  |                             |                     |
| |  |  |  |  |                             |                     |
| |  |  |  |  | شهید آرمان علی‌وردی (کوهسار) |                     |
| |  |  |  |  | شهدای کن                    |                     |
| |  |  |  |  | شهران                       |                     |
| |  |  |  |  | شهر زیبا                    |                     |
| |  |  |  |  | آیت‌الله کاشانی              | Tehran Metro Line 4 |
| |  |  |  |  | شهید ستاری                  |                     |
| |  |  |  |  | شهید اشرفی اصفهانی          |                     |
| |  |  |  |  | یادگار امام                 |                     |
| |  |  |  |  | مرزداران                    |                     |
| |  |  |  |  | شهرک آزمایش                 |                     |
| |  |  |  |  | دانشگاه تربیت مدرس          | Tehran Metro Line 7 |
| |  |  |  |  | کارگر                       |                     |
| |  |  |  |  | بوستان لاله                 |                     |
| |  |  |  |  | میدان ولیعصر                | Tehran Metro Line 3 |
| |  |  |  |  | شهید نجات‌اللهی              |                     |
| |  |  |  |  | شهدای هفت تیر               | Tehran Metro Line 1 |
| |  |  |  |  | بهار شیراز                  |                     |
| |  |  |  |  | سرباز                       |                     |
| |  |  |  |  | امام حسین (تهران)           | Tehran Metro Line 2 |
| |  |  |  |  | میدان شهدا                  | Tehran Metro Line 4 |
| |  |  |  |  | امیرکبیر (تهران)            |                     |
| |  |  |  |  | شهدای هفده شهریور           | Tehran Metro Line 7 |
| |  |  |  |  | میدان خراسان                |                     |
| |  |  |  |  | شهید رضایی                  |                     |
| |  |  |  |  | بعثت                        |                     |
| |  |  |  |  | کیان شهر                    |                     |
| |  |  |  |  | دولت آباد                   |                     |
| |  |  |  |  | دپوی دولت آباد              |                     |
| |  |  |  |  | چشمه علی                    |                     |
| |  |  |  |  | ابن بابویه                  |                     |
| |  |  |  |  | میدان حرم حضرت عبدالعظیم    |                     |
| |  |  |  |  | حرم حضرت عبدالعظیم          |                     |
| |  |  |  |  | شهر ری                      | Tehran Metro Line 1 |
| |  |  |  |  |                             |                     |
| |  |  |  |  |                             |                     |

خط ۶ مترو تهران یک خط درون‌شهری به طول ۳۸ کیلومتر (۳۲٫۵ کیلومتر فعال) با ۳۲ ایستگاه (۲۴ ایستگاه فعال) است. این خط در زمان احداث کامل (۳۸ کیلومتر) به طولانی‌ترین خط مترو خاورمیانه تبدیل خواهد شد. انتهای جنوبی این خط به ایستگاه شهرری (ایجاد تقاطع با خط ۱) خواهد رسید و به خط قطار سریع‌السیر تهران - مشهد متصل خواهد شد.

## تاریخچه
این خط که از سال ۱۳۹۸ از ایستگاه شهرک دولت‌آباد فعالیت خود را آغاز کرد، از حرم شاه عبدالعظیم و محله نفرآباد آغاز می‌شود و پس از طی یک مسیر جنوب به شمال در ایستگاه مترو ابن بابویه با خط ۱۱، در ایستگاه مترو شهدای دولت‌آباد با خط ۹، در ایستگاه مترو بعثت با خط ۸، در ایستگاه مترو شهدای هفده شهریور با خط ۷، در ایستگاه مترو میدان شهدا با خط ۴، در امام حسین با خط ۲، در ایستگاه مترو شهدای هفتم تیر با خط ۱، در ایستگاه مترو میدان ولیعصر با خط ۳، در ایستگاه مترو دانشگاه تربیت مدرس با خط ۷، در ایستگاه مترو شهرک آزمایش با خط ۸، در ایستگاه مترو آیت‌الله کاشانی با خط ۴، در ایستگاه مترو شهران با خط ۹ و در ایستگاه مترو شهدای کن با خط ۱۰ تقاطع دارد و سپس به سمت غرب امتداد مسیر داده و به محدوده شمال غربی تهران  می‌رسد و به ایستگاه مترو کوهسار منتهی می‌شود. در حال حاضر ساخت این خط مترو در بخش جنوبی ادامه دارد.
البته قرار بود قطعه اول این خط در سال ۱۳۹۲ از شهرک دولت‌آباد افتتاح شود سپس به سال ۱۳۹۴ موکول شد و بعد قرار شد تا آخر سال ۱۳۹۵ افتتاح شود اما محقق نشد. مدیرعامل وقت شرکت مترو تهران و حومه گفته‌بود: بهره‌برداری از ۳ ایستگاه خط ۶ مترو در شهریور ۱۳۹۷ آغاز می‌شود. علی امام با اشاره به بهره‌برداری ۱۰ کیلومتر از خط ۶ مترو حد فاصل دولت‌آباد تا امام حسین گفت: ایستگاه شهدای دولت‌آباد، میدان شهدا و امام حسین تا آخر شهریور ماه وارد مدار می‌شود که به دلیل عدم تأمین بودجه به اسفند ۹۷ و مجدد به فروردین ۱۳۹۸ موکول شد. در نهایت قطعه نخست بهره‌برداری از این خط با افتتاح سه ایستگاه شهدای دولت‌آباد، بعثت و میدان شهدا در صبح روز ۱۸ فروردین ۱۳۹۸ با حضور رئیس‌جمهور وقت در ایستگاه بزرگ شهرک دولت‌آباد شروع شد. در ماه‌های بعد ایستگاه‌های امام حسین، کیان‌شهر، امیرکبیر، یادگار امام، شهید ستاری، شهید اشرفی اصفهانی، دانشگاه تربیت مدرس، مرزداران، شهرک آزمایش و شهید رضایی به تدریج وارد مدار بهره‌برداری شدند.
در پایان سال ۱۴۰۱ نیز ۴ ایستگاه از خط ۶ به بهره‌برداری رسید که شامل ایستگاه‌های شهدای هفتم تیر، میدان ولیعصر، بوستان لاله و کارگر بود. همچنین وعده داده شد که در سال ۱۴۰۲، ایستگاه‌های بهار شیراز، سرباز، شهید نجات‌اللهی، میدان خراسان و شهدای هفده شهریور افتتاح و توسعه شمال غربی این خط از ایستگاه شهید ستاری با پنج ایستگاه به طول ۵/۵ کیلومتر افتتاح و به سمت ایستگاه شهدای کن و کوهسار پیش خواهد رفت و با افتتاح این ایستگاه‌ها مترو به منطقه ۵ و ۲۲ که خطوط مترو نداشتند نیز وارد می‌شود. طبق این وعده، قرار شد ایستگاه‌های شهر زیبا، شهران و شهید آرمان علی‌وردی (کوهسار) در اواخر مرداد یا اوایل شهریور ۱۴۰۲ (که در مهر ۱۴۰۲ افتتاح شدند) و ایستگاه‌های آیت‌الله کاشانی و شهدای کن در دی ۱۴۰۲ (که در اسفند ۱۴۰۲ به همراه ایستگاه بهار شیراز افتتاح شدند) به شرط تأمین منابع به بهره‌برداری برسند. در کل، شهرداری تهران قصد داشت در سال ۱۴۰۲، ۱۰ ایستگاه خط ۶ را به بهره‌برداری برساند که ۶ ایستگاه افتتاح شد و ۴ ایستگاه باقیمانده به سال ۱۴۰۳ موکول شد‌. در اسفند سال ۱۴۰۳ فقط ایستگاه متروی میدان خراسان به بهره‌برداری رسید و افتتاح سه ایستگاه باقیمانده اصلی خط تا بهار ۱۴۰۴ به تأخیر افتاد.
مشاورین اصلی این پروژه شامل شرکت مهندسین مشاور جامع بهرو در بخش میانی و شمالی و همچنین شرکت مهندسین مشاور رهساز طرح در بخش جنوبی بوده اند. علاوه بر این دو شرکت چندین مشاور دیگر نیز در این پروژه کارهای طراحی و کنترل کیفیت را بر عهده داشته اند. ضمنا پیمانکاران اصلی پروژه شامل شرکت های آهاب،‌سابیر بین الملل،‌ چیلکو و مپنا بوده اند.
چهار ابر پروژه برتر تونلی در سال ۲۰۱۷
این خط، به دلیل ویژگی‌های مهندسی و چالش‌های اجرایی، در سال ۲۰۱۷ از سوی انجمن تونل ایران به انجمن بین‌المللی تونل (ITA) معرفی شد و در همان سال به‌عنوان یکی از چهار ابر پروژه فینالیست در رقابت‌های بین‌المللی انتخاب برترین پروژه تونلی (ITA Tunneling Award) سال انتخاب گردید. این انتخاب نشان‌دهنده پیچیدگی‌های فنی و اهمیت این پروژه در بهبود حمل‌ونقل شهری تهران است.

## خصوصیات خط ۶ مترو تهران
قرار است در آینده خط ۶ مترو تهران از محله نفرآباد در جنوب تهران آغاز و با گذر از محدوده حرم حضرت عبدالعظیم به شهرک دولت‌آباد برسد. اما این خط اکنون از ایستگاه بزرگ شهدای دولت‌آباد آغاز می‌شود و سپس با گذر از خیابان ۱۷ شهریور به میدان‌های خراسان، شهدا و امام حسین رسیده و با تغییر مسیر به میدان‌های سپاه، هفت تیر و ولی عصر می‌رسد و سپس با گذر از بزرگراه جلال آل احمد، وارد بلوار مرزداران شده و با گذر از خیابان‌های پیامبر و آیت‌الله کاشانی و کوهسار به شهرک او پی چی شهران در شمال غرب تهران می‌رسد. طول کل مسیر خط ۶ مترو تهران ۳۲ کیلومتر به اضافه ۶ کیلومتر توسعه جنوبی که طول کل پروژه به ۳۸ کیلومتر می‌رسد که بلندترین خط مترو زیرزمینی خاورمیانه می‌گردد.
روش اجرای تونل های این خط بصورت ترکیبی از روش های NATM و مکاننیزه با دستگاه حفاری TBM بوده است. توسعه جنوبی و همچنین بخش جنوبی خط ۶ با استفاده از دو دستگاه EPB-TBM حفاری شده است. حفاری مکانیزه بخش جنوبی در فروردین ۱۳۹۶ به پایان رسید.
با راه‌اندازی خط ۶ مترو روزانه یک میلیون و ۱۹ هزار نفر از این خط استفاده می‌کنند که بر اساس آمار در واقع ساعتی ۳۶ هزار نفر از خط ۶ مترو تهران استفاده خواهند کرد.

## توسعه خط
در حفر تونل‌ها، شفت دستگاه TBM از ایستگاه متروی دولت‌آباد وارد شده است و در حال حاضر تونل‌سازی خط تمام شده است. توسعه این خط از سمت شمال از ایستگاه شهید ستاری تا ایستگاه کوهسار تمام شده و از سمت جنوب از ایستگاه شهدای دولت‌آباد تا ایستگاه حرم حضرت عبدالعظیم و در ادامه تا ایستگاه شهرری در تقاطع با خط ۱ ادامه دارد.
خط شش مترو تهران در سال ۲۰۱۷ بین ۴ پروژه برتر تانلینگ (تونل‌سازی) جهان (ITA Tunneling Award) قرار گرفت.

## ایستگاه‌ها[۱۱]
| کد ایستگاه | نام ایستگاه                 | تقاطع با مترو | تقاطع با بی‌آرتی | آدرس                                                          |
| ---------- | --------------------------- | ------------- | --------------- | ------------------------------------------------------------- |
| A6-5       | شهرری                       |               |                 | خیابان فرمانداری شهرری، نرسیده به خیابان توحید                |
| A6-4       | حرم حضرت عبدالعظیم          |               |                 | میدان سلمان فارسی، ضلع جنوبی حرم عبدالعظیم                    |
| A6-3       | میدان حضرت عبدالعظیم        |               |                 | میدان حضرت عبدالعظیم (شهرری)                                  |
| A6-2       | ابن بابویه                  |               |                 | آرامستان تاریخی ابن بابویه                                    |
| A6-1       | چشمه علی                    |               |                 | میدان صفائیه                                                  |
| A6         | شهدای دولت‌آباد              | ۹ 9           |                 | شهرک دولت‌آباد، انتهای بلوار قدس                               |
| B6         | کیان‌شهر                     |               |                 | کیان‌شهر، تقاطع خیابان‌های صالحی و عزیزخانی                     |
| C6         | بعثت                        | ۸ 8           | BRT 8           | بزرگراه رئیسی، تقاطع خیابان هفده شهریور                       |
| D6         | شهید رضایی                  |               |                 | خیابان هفده شهریور، تقاطع خیابان‌ رضایی (منصور)                |
| E5         | میدان خراسان                |               | BRT 2           | ضلع جنوبی میدان خراسان                                        |
| F6         | هفده شهریور                 |               | BRT 2           | خیابان هفده شهریور، چهارراه قیام                              |
| G6         | امیرکبیر                    |               |                 | خیابان هفده شهریور، روبه‌روی خروجی تونل امیرکبیر               |
| H6         | میدان شهدا                  |               |                 | میدان شهدا                                                    |
| I6         | امام حسین                   |               | BRT 1           | خیابان انقلاب، تقاطع خیابان مدنی                              |
| J6         | سرباز                       |               |                 | میدان سپاه، ابتدای بزرگراه صیاد شیرازی                        |
| K6         | بهار شیراز                  |               |                 | تقاطع خیابان‌های بهار شیراز و شریعتی                           |
| L6         | هفت تیر                     |               |                 | میدان هفت تیر                                                 |
| M6         | شهید نجات‌اللهی              |               |                 | بلوار کریمخان زند، تقاطع خیابان‌ نجات‌اللهی                     |
| N6         | میدان ولی‌عصر                |               | BRT 7           | میدان ولی‌عصر                                                  |
| O6         | بوستان لاله                 |               |                 | ضلع جنوبی بوستان لاله                                         |
|            | کارگر                       |               |                 | تقاطع خیابان‌های فاطمی و کارگر                                 |
| Q6         | دانشگاه تربیت مدرس          |               | BRT 4           | کوی نصر، تقاطع بزرگراه‌های چمران و جلال آل‌احمد                 |
| R6         | شهرک آزمایش                 | ۸ 8           |                 | بزرگراه شیخ فضل‌الله، بین بزرگراه جلال آل‌احمد و بلوار مرزداران |
| S6         | مرزداران                    |               |                 | بلوار مرزداران، تقاطع خیابان سرسبز                            |
| T6         | یادگار امام                 |               |                 | بلوار مرزداران، تقاطع بزرگراه یادگار امام                     |
| U6         | شهید اشرفی اصفهانی          |               | BRT 10          | بزرگراه اشرفی اصفهانی، تقاطع خیابان پیامبر                    |
| V6         | شهید ستاری                  |               |                 | خیابان پیامبر، تقاطع بزرگراه حکیم                             |
| W6         | آیت‌الله کاشانی              |               |                 | تقاطع بلوارهای جنت آباد و کاشانی                              |
| X6         | شهر زیبا                    |               |                 | شهرزیبا، میدان کانون                                          |
| Y6         | شهران                       | ۹ 9           |                 | تقاطع بزرگراه همت و بلوار کوهسار                              |
| Z6         | شهدای کن                    |               |                 | تقاطع بلوار کوهسار و خیابان نظری                              |
| Z6-1       | شهید آرمان علی‌وردی (کوهسار) |               |                 | کیلومتر ۲ بلوار کوهسار، روبروی شهرک شرکت نفت                  |

## دپو
پایانه بزرگ شهرک دولت‌آباد در منتهی الیه جنوب شرقی محدوده شهر تهران و در منطقه شهرک دولت‌آباد واقع شده است. این پایانه بزرگ‌ترین پایانه قطارهای مترویی موجود در ایران و خاورمیانه بوده و در زمینی به مساحت ۴۴ هکتار و جهت توقف ۵۸ رام قطار با طول ۱۴۰ متر طراحی گردیده است. طول ریل گذاری در این پایانه ۲۱ کیلومتر و دارای ۹۳دستگاه سوزن و ۳ دستگاه دابل کراس اور جهت اتصالات و انشعاب خطوط ریلی است. این پایانه هم‌اکنون در دست احداث است.